# Pietro Biagini
Pietro Biagini (Viareggio, 27 luglio 1952) è un ex calciatore italiano, di ruolo difensore.
Ha militato in diverse società di Serie A, Serie B e Serie C.

## Carriera
Appartenente alla rosa del Torino nella stagione 1971-1972 (durante la quale non scese mai in campo durante l'intero torneo), fu ceduto al Parma che avrebbe disputato la Serie C (girone A) nella stagione successiva ed in quella seguente (1973-1974) alla quale i ducali disputarono tra i cadetti, per poi trasferirsi a Terni nel 1974-1975 per calcare i campi della massima serie. Fece il suo esordio in Serie A il 20 ottobre 1974, nella partita Ternana-Cagliari (0-2) vestendo la maglia rossoverde. 
Rimase con la umbri per altre quattro stagioni, fino al termine del torneo 1978-1979, per poi passare al Brescia (1979-1980) e riconquistare la Serie A, con le rondinelle, nell'anno successivo, prima di cambiare di nuovo casacca andando alla Cavese, tornando in Serie B. Concluse la sua carriera disputando le successive stagioni in Serie C, cambiando la casacca ogni stagione.
Attualmente si occupa di allenare i ragazzi nella categoria primi calci e dei pulcini, nella società calcistica della S. Giovanni Bosco, affiancato da Riccardo Zampagna, nella città di Terni.

## Statistiche

### Presenze e reti nei club
| Stagione        | Squadra         | Campionato      | Campionato | Campionato |
| Stagione        | Squadra         | Comp            | Pres       | Reti       |
| --------------- | --------------- | --------------- | ---------- | ---------- |
| 1971-1972       | Torino          | A               | 0          | 0          |
| 1972-1973       | Parma           | C               | 17         | 0          |
| 1973-1974       | Parma           | B               | 18         | 0          |
| Totale Parma    | Totale Parma    | Totale Parma    | 35         | 0          |
| 1974-1975       | Ternana         | A               | 7          | 0          |
| 1975-1976       | Ternana         | B               | 22         | 1          |
| 1976-1977       | Ternana         | B               | 32         | 3          |
| 1977-1978       | Ternana         | B               | 34         | 1          |
| 1978-1979       | Ternana         | B               | 37         | 0          |
| Totale Ternana  | Totale Ternana  | Totale Ternana  | 132        | 5          |
| 1979-1980       | Brescia         | B               | 36         | 0          |
| 1980-1981       | Brescia         | A               | 24         | 1          |
| Totale Brescia  | Totale Brescia  | Totale Brescia  | 60         | 1          |
| 1981-1982       | Cavese          | B               | 19         | 2          |
| 1982-1983       | Taranto         | C1              | 18         | 3          |
| 1983-1984       | Reggiana        | C1              | 19         | 0          |
| 1984-1985       | Akragas         | C1              | 9          | 1          |
| Totale carriera | Totale carriera | Totale carriera | 290        | 14         |

## Palmarès

### Club

#### Competizioni nazionali
- Serie C: 1

Parma: 1972-1973
- Promozione in Serie A: 1

Brescia: 1979-1980